# Nutan (Pferd)
Nutan (* 27. Februar 2012) ist ein irisches Rennpferd, welches bei Peter Schiergen in Köln trainiert wurde. Nutan ist im Besitz vom Stall Nizza. 2015 gewann Nutan das IDEE 146. Deutsche Derby auf der Galopprennbahn in Hamburg-Horn.

## Pedigree
Nutan wurde vom Bankier Jürgen Imm gezogen. Vater ist der irische Gruppe-Ι-Sieger Duke of Marmalade, Mutter ist Neele.

## Rennen und Erfolge
Sein erstes Rennen absolvierte Nutan am 19. April 2015 auf der Rennbahn Köln und wurde dort Zweiter. Daraufhin startete er am 10. Mai 2015 im Preis der Holthausen GmbH wieder in Köln und gewann dieses Rennen.
Nachdem er im 180. Oppenheim-Union-Rennen Dritter wurde, startete er am 7. Juli 2015 im Deutschen Derby und gewann dieses überlegen mit Andrasch Starke im Sattel.
Im August startete Nutan im Großen Preis von Berlin und belegte dabei einen guten dritten Platz. Wenig später erlitt er im Training eine Sehnenverletzung, die zum Ende seiner Rennkarriere führte. Er wurde danach unweit seines größten Triumphs im Hamburger Vollblutgestüt Lindenhof als Deckhengst aufgestellt und stand dort ab 2016 für eine Decktaxe von 3500 € den Züchtern zur Verfügung. Zur Decksaison 2019 wechselte er dann mit einer Decktaxe von 3000 € in das Gestüt Erftmühle. Trotz des vom Gestüt Lindenhof gezogenen ungarischen Derby-Siegers Faust war Nutans Besitzer Jürgen Imm mit dessen Zuchtperformance nicht zufrieden, so dass er den Hengst 2021 an das Vauterhill Stud in England verkaufte, wo er primär zur Zucht von Pferden für Hindernisrennen herangezogen wird. Ein Jahr nachdem der Besitzer Nutan aufgegeben hatte, stellte sich schließlich mit dem überlegenen Sieg seines Sohnes Alpenjäger im Krefelder Herzog von Ratibor Rennen (Gruppe III) doch noch ein großer Zuchterfolg ein, der Alpenjäger bei den Buchmachern zum Mitfavoriten für das Derby 2023 machte.

## Nutan beim Deutschen Derby 2015

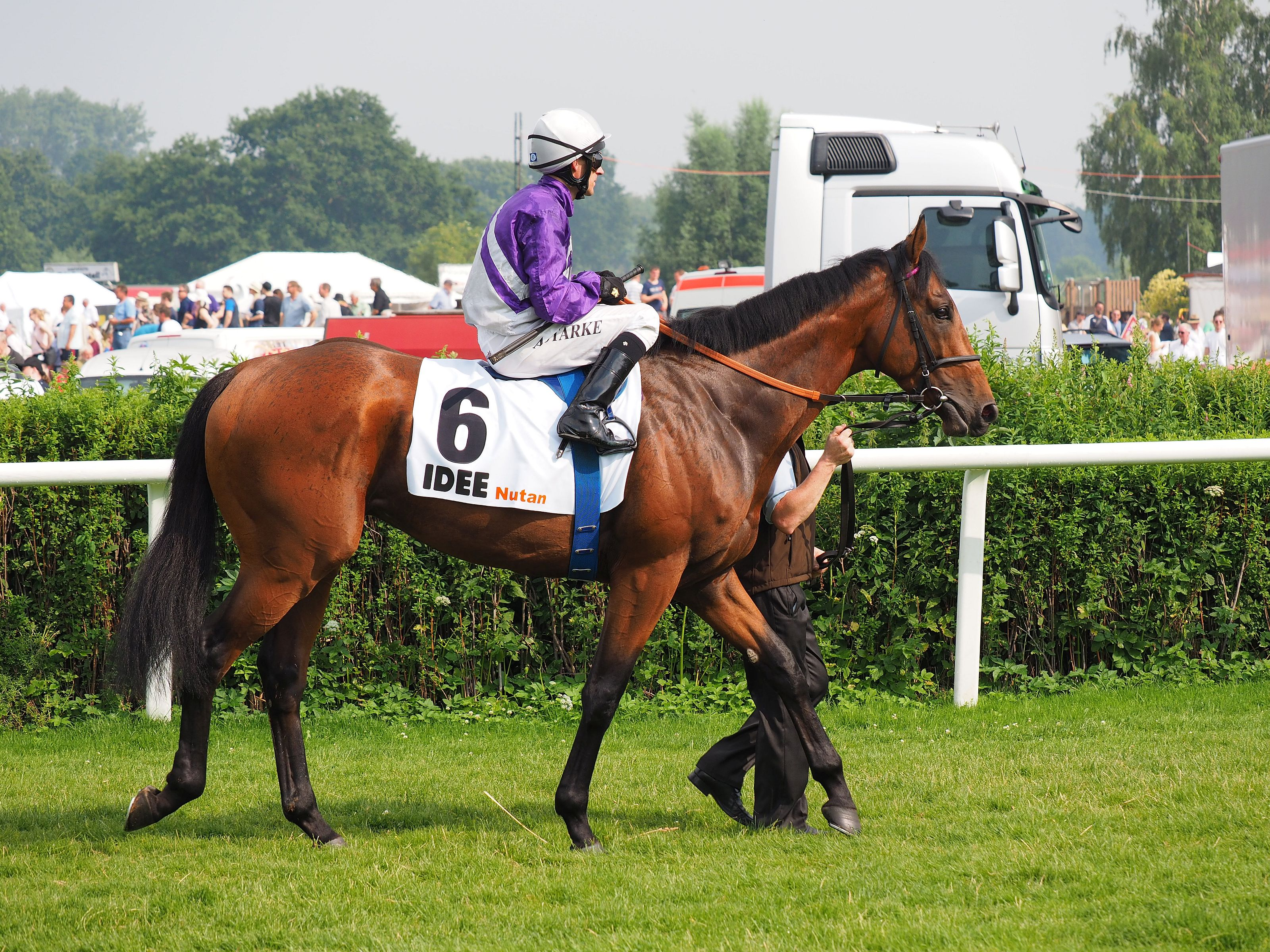
mit Jockey Andrasch Starke vor dem Start
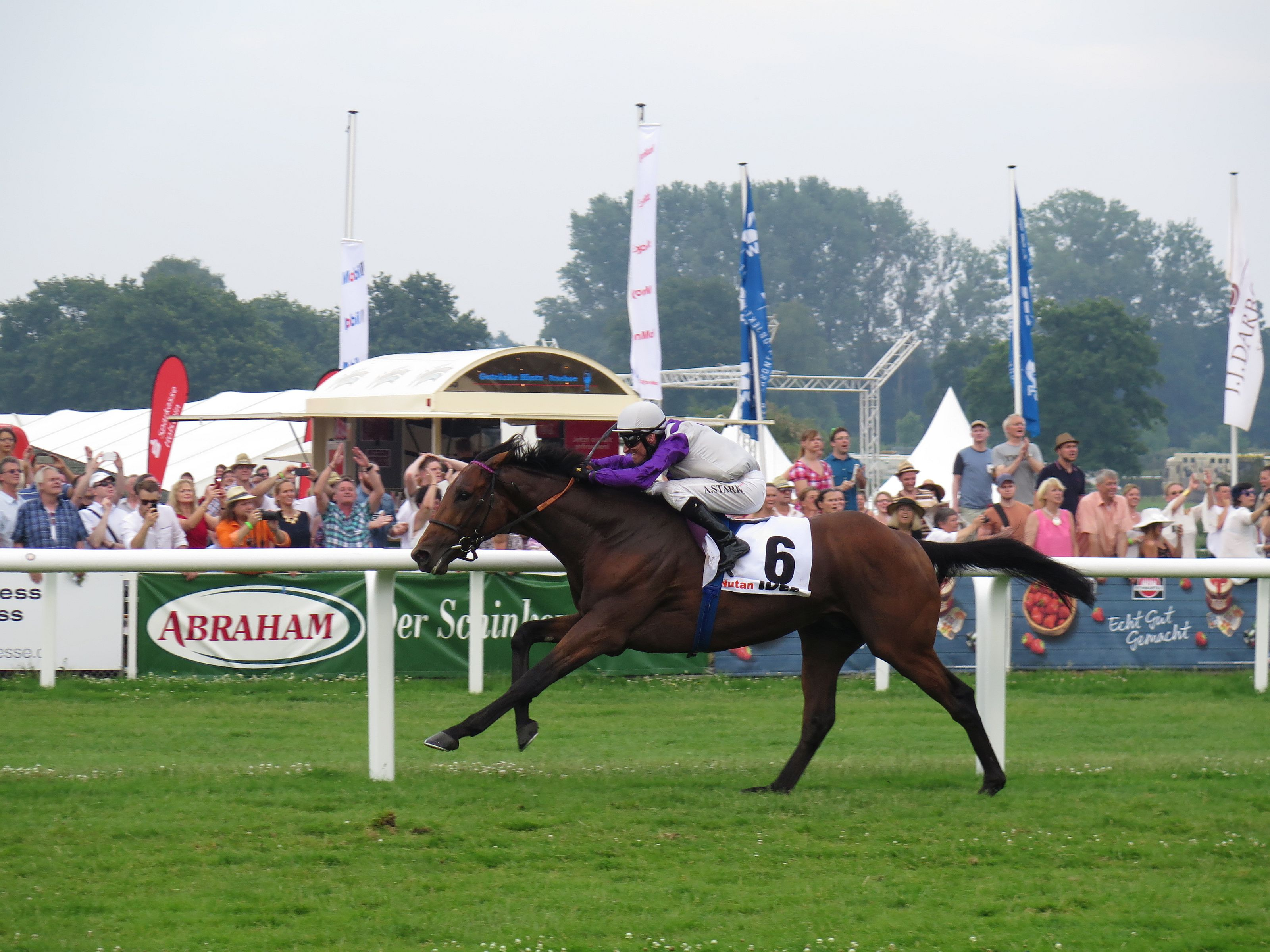
und kurz vor dem Ziel
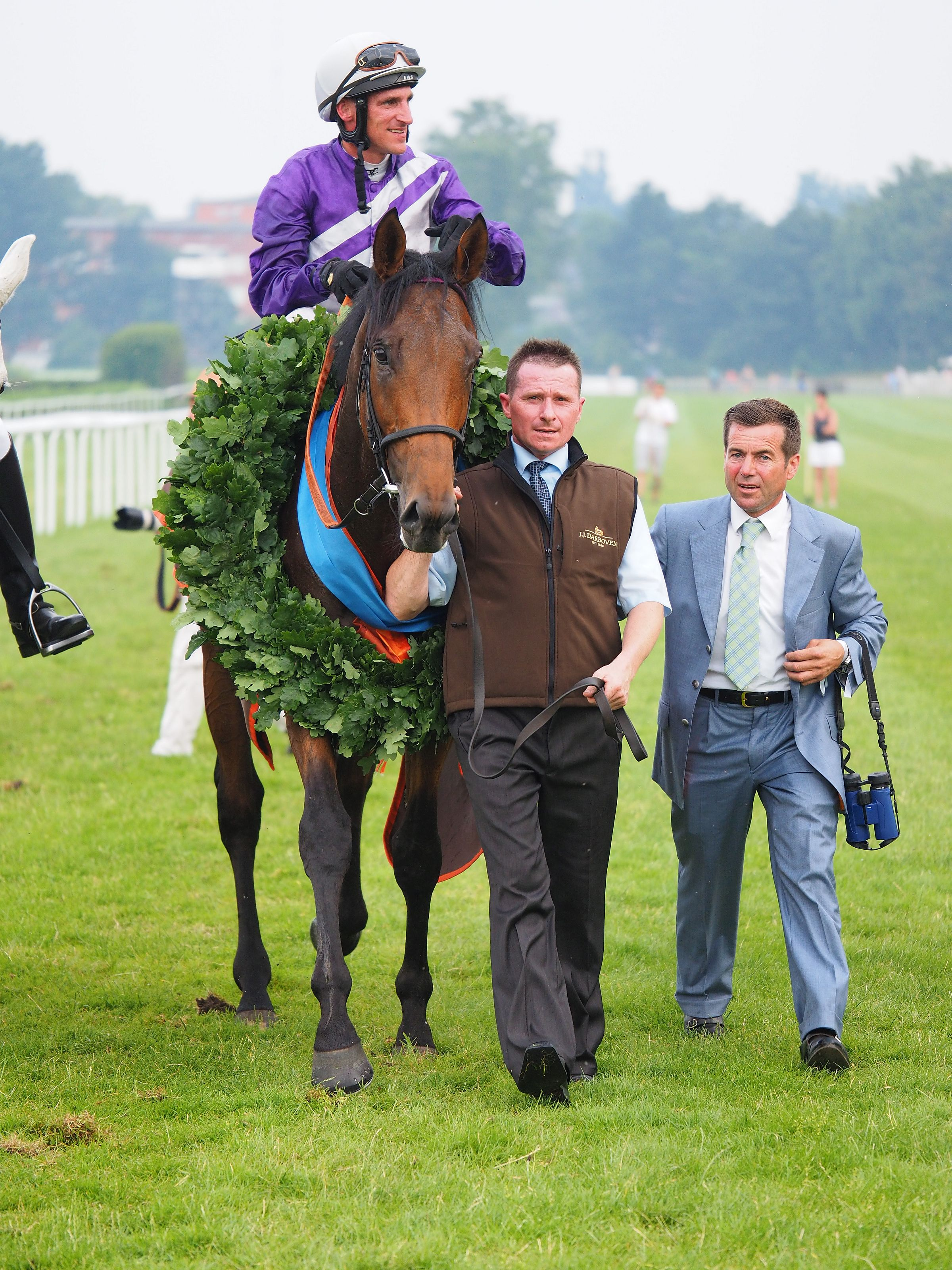
nach dem Rennen mit dem Blauen Band
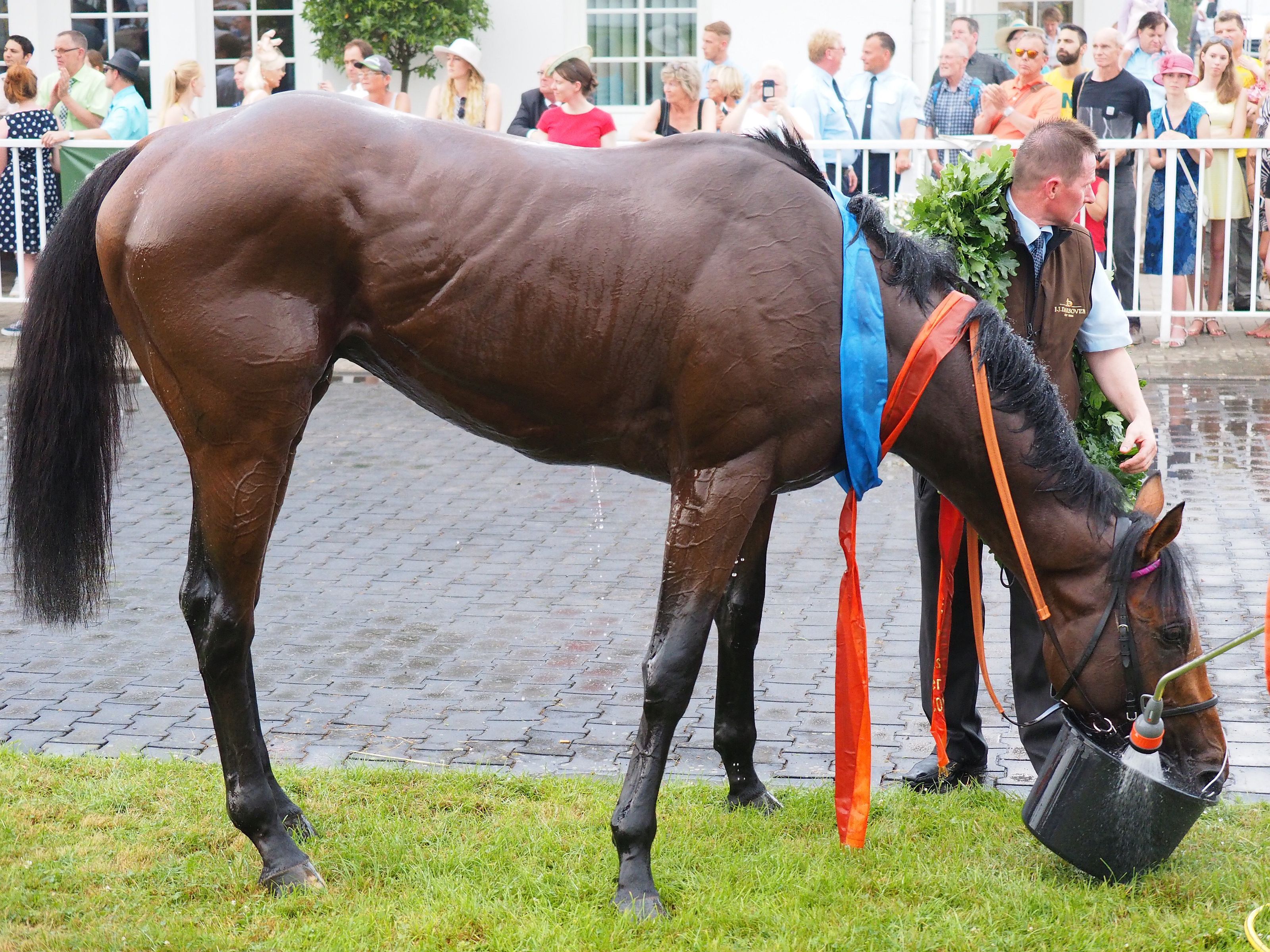
beim trinken
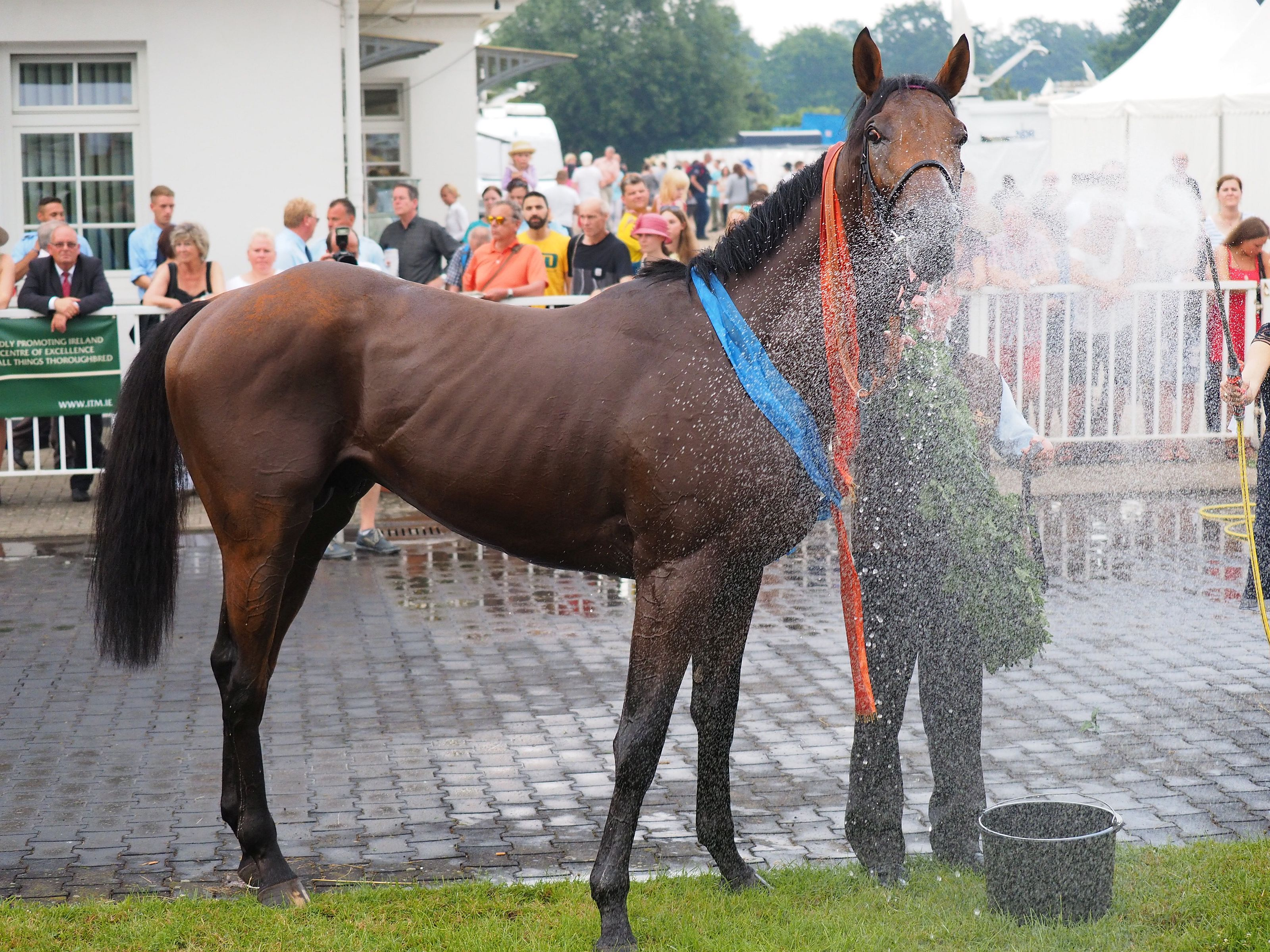
und duschen im Absattelring

## Nutan als Deckhengst auf dem Gestüt Lindenhof

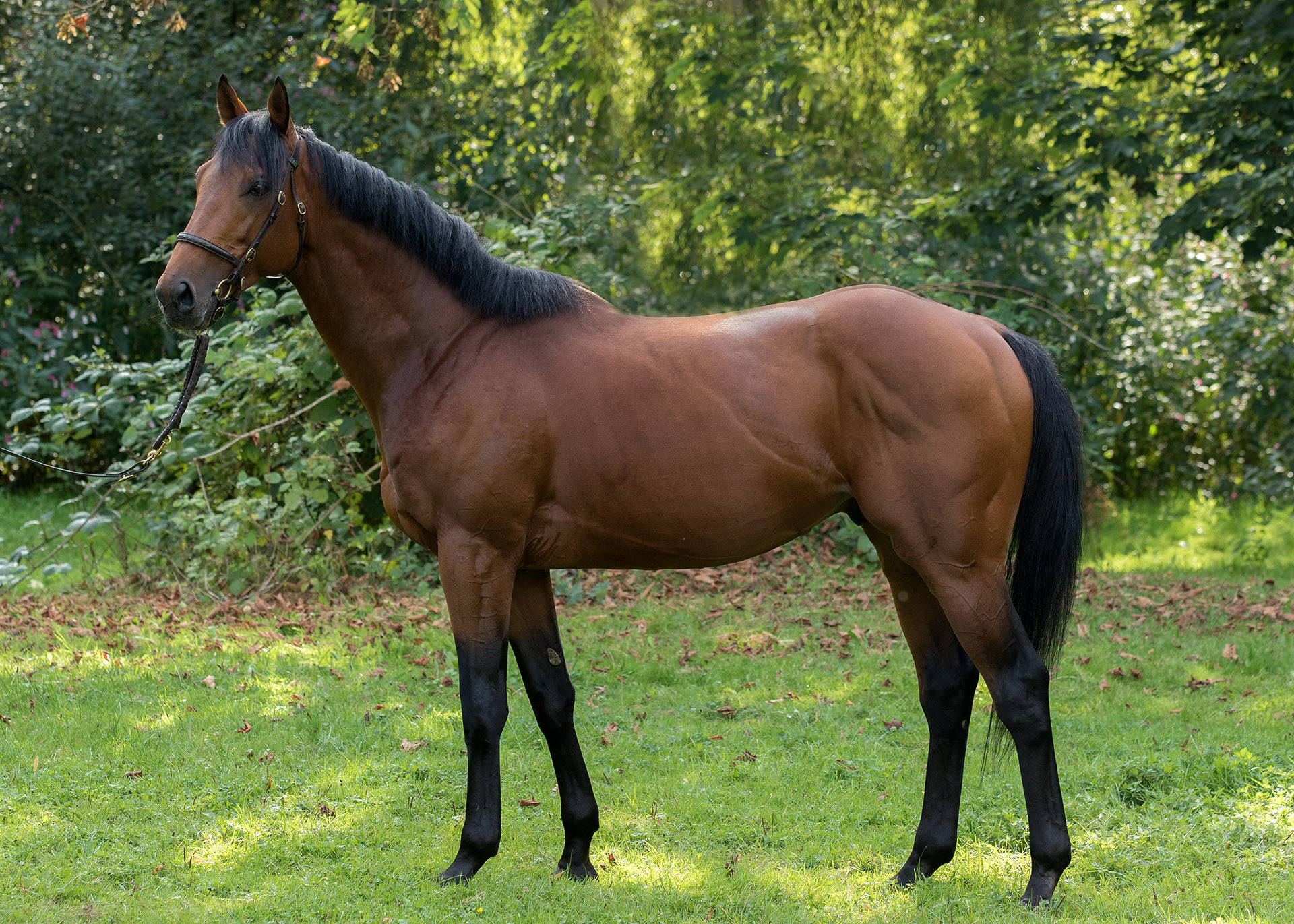
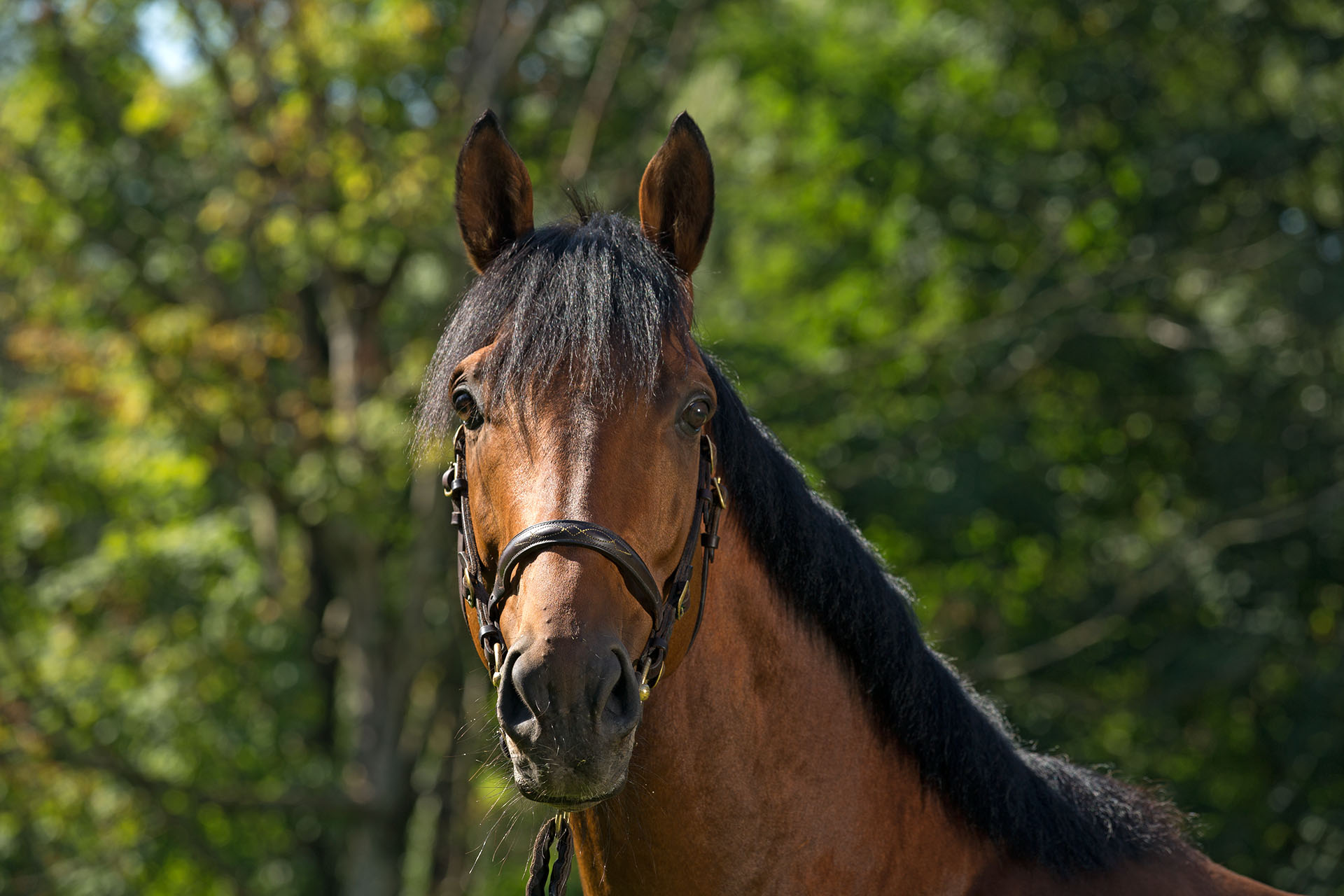
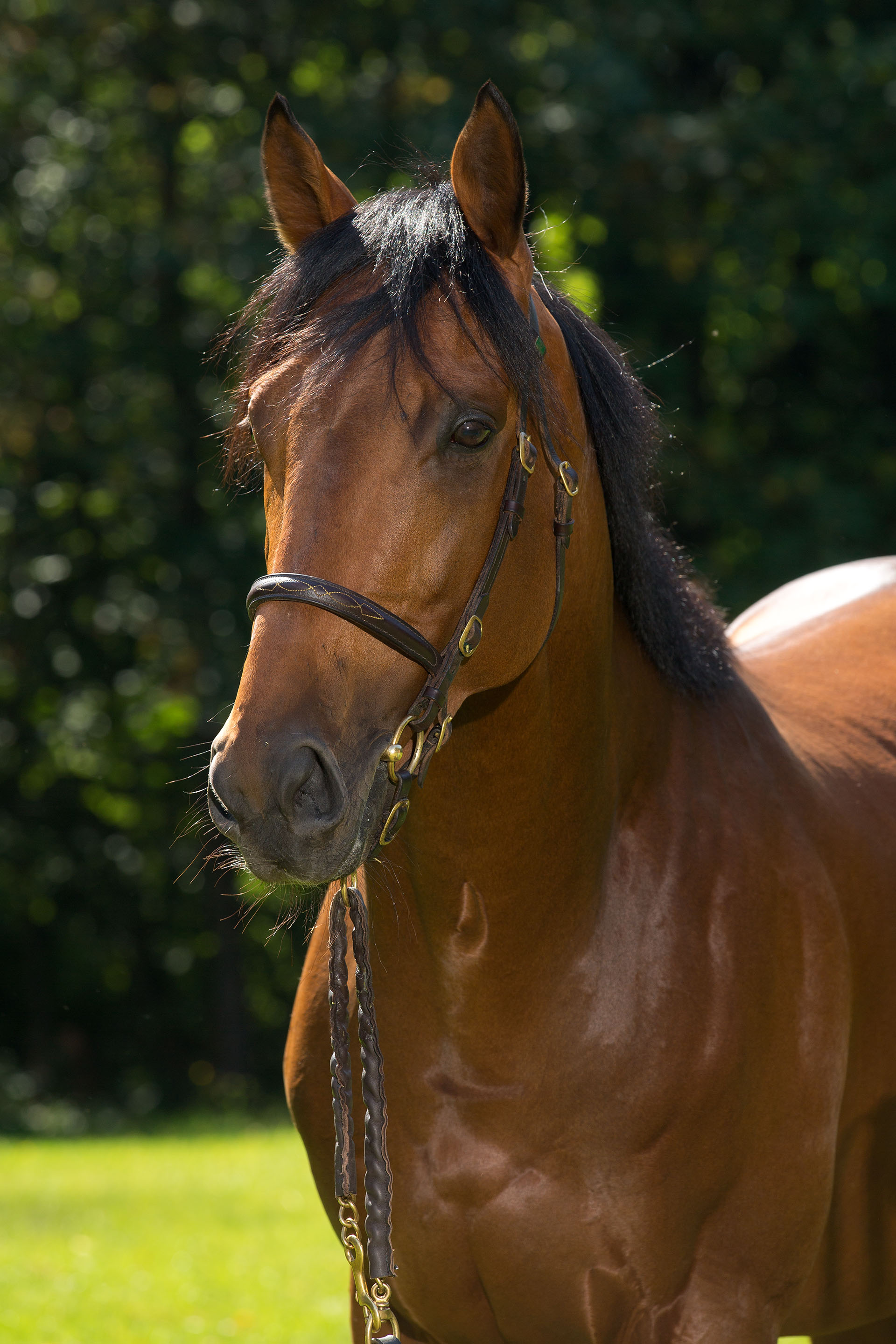
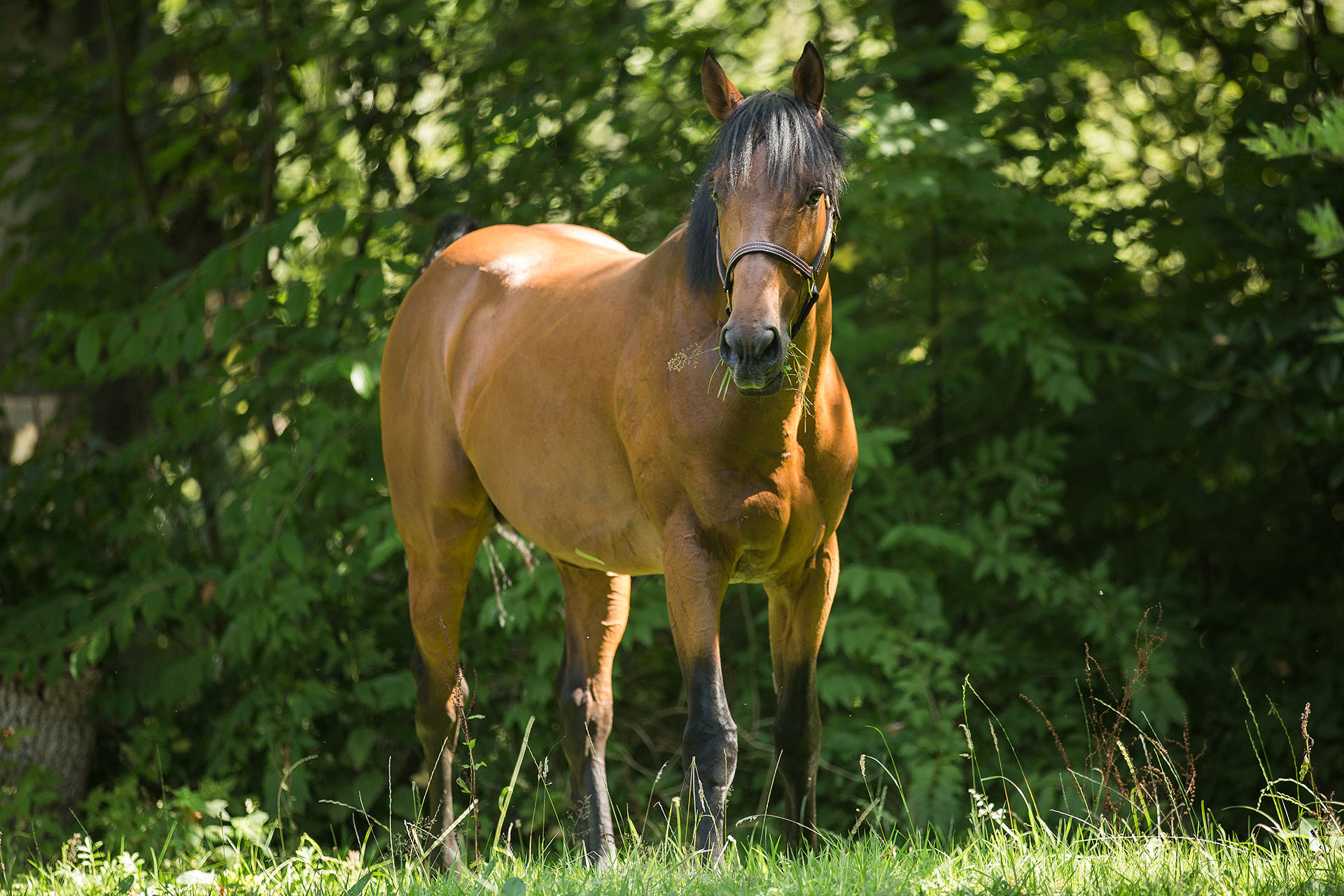